# Темплмор

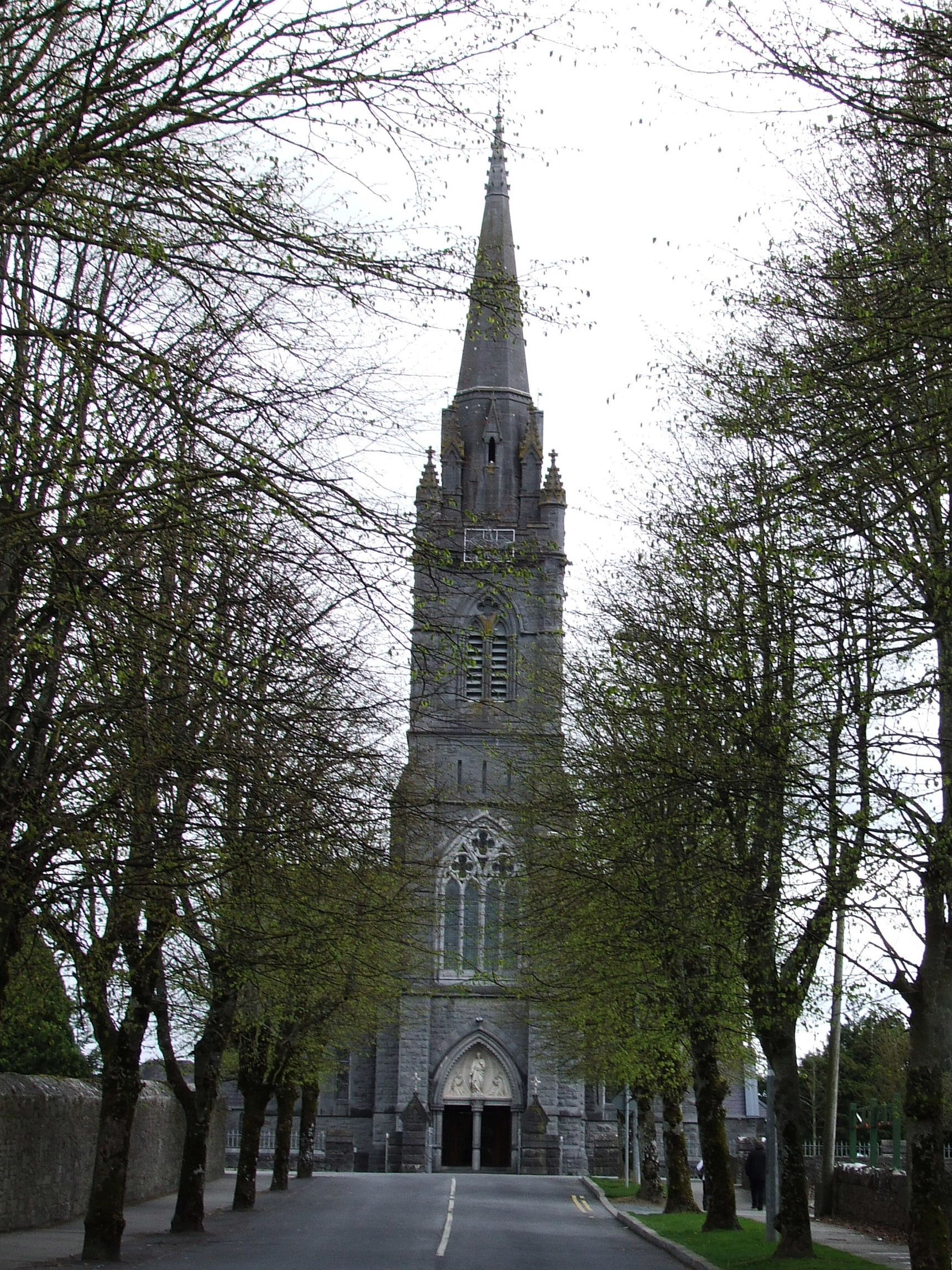
Церковь Святого сердца

Темплмор (англ. Templemore; ирл. An Teampall Mór (Ан-Тямпал-Мор), «большая церковь») — (малый) город в Ирландии, находится в графстве Северный Типперэри (провинция Манстер). Одна из главных достопримечательностей — замок Блэк, построенным в городском парке Джеймсом Батлером, четвёртым графом Ормонда
Местная железнодорожная станция была открыта 3 июля 1848 года.
Города-побратимы Темплмора — итальянская Потенца-Пичена и французский город Премья

## Демография
Население — 2384 человека (по переписи 2006 года). В 2002 году население составляло 2270 человек. При этом, население внутри городской черты (legal area) было 2255, население пригородов (environs) — 129.
Данные переписи 2006 года:
| Общие демографические показатели |               |                               |                               |      |      |
| Всё население                    | Всё население | Изменения населения 2002—2006 | Изменения населения 2002—2006 | 2006 | 2006 |
| 2002                             | 2006          | чел.                          | %                             | муж. | жен. |
| 2270                             | 2384          | 114                           | 5,0                           | 1276 | 1108 |

В нижеприводимых таблицах сумма всех ответов (столбец «сумма»), как правило, меньше общего населения населённого пункта (столбец «2006»).
| Религия (Тема 2 — 5 : Число людей по религиям, 2006) |             |                |             |            |       |      |
| Католики, чел.                                       | Католики, % | Другая религия | Без религии | не указано | сумма | 2006 |
| 2249                                                 | 94,3        | 57             | 63          | 15         | 2384  | 2384 |

| Этно-расовый состав (Этничность. Тема 2 — 3 : Постоянное население по этническому или культурному происхождению, 2006) |            |              |       |        |        |            |       |       |
| Белые ирландцы | Лухт-шулта | Другие белые | Негры | Азиаты | Другие | Не указано | сумма | 2006  |
| 2170 | 21         | 120          | 2     | 9      | 5      | 17         | 2344  | 2384  |
| Доля от всех отвечавших на вопрос, %                                                                                   |            |              |       |        |        |            |       |       |
| 92,6 | 0,9        | 5,1          | 0,1   | 0,4    | 0,2    | 0,7        | 100   | 98,31 |

1 — доля отвечавших на вопрос о языке от всего населения.
| Владение ирландским языком (Тема 3 — 1 : Число людей от 3 лет и старше по способности говорить по-ирландски, 2006) |      |            |       |       |
| Владеете ли Вы ирландским языком?                                                                                  |      |            |       |       |
| Да | Нет  | Не указано | сумма | 2006  |
| 1260 | 1027 | 44         | 2331  | 2384  |
| Доля от всех отвечавших на вопрос о языке, %                                                                       |      |            |       |       |
| 54,1 | 44,1 | 1,9        | 100   | 97,81 |

1 — доля отвечавших на вопрос о языке от всего населения.
| Использование ирландского языка (Тема 3 — 2 : Говорящие по-ирландски от 3 лет и старше по частоте использования ирландского языка, 2006) |                                                            |                                               |                                               |                                               |                                               |                                               |       |                                     |      |
| Как часто и где Вы говорите по-ирландски?                                                                                                |                                                            |                                               |                                               |                                               |                                               |                                               |       |                                     |      |
| ежедневно, только в образовательных учреждениях                                                                                          | ежедневно, как в образовательных учреждениях, так и вне их | в других местах (вне образовательной системы) | в других местах (вне образовательной системы) | в других местах (вне образовательной системы) | в других местах (вне образовательной системы) | в других местах (вне образовательной системы) | сумма | всего, отвечавших на вопрос о языке | 2006 |
| ежедневно, только в образовательных учреждениях                                                                                          | ежедневно, как в образовательных учреждениях, так и вне их | ежедневно                                     | каждую неделю                                 | реже                                          | никогда                                       | не указано                                    | сумма | всего, отвечавших на вопрос о языке | 2006 |
| 351 | 9                                                          | 15                                            | 101                                           | 483                                           | 280                                           | 21                                            | 1260  | 2331                                | 2384 |
| Доля от всех отвечавших на вопрос о языке, %                                                                                             |                                                            |                                               |                                               |                                               |                                               |                                               |       |                                     |      |
| 15,1 | 0,4                                                        | 0,6                                           | 4,3                                           | 20,7                                          | 12,0                                          | 0,9                                           | 54,1  | 100                                 |      |

| Типы частных жилищ (Тема 6 — 1(a) : Число частных домовладений по типу размещения, 2006) |          |         |                 |            |       |      |
| Отдельный дом                                                                            | Квартира | Комната | Переносные дома | не указано | сумма | 2006 |
| 704                                                                                      | 58       | 9       | 5               | 5          | 781   | 2384 |